# Roger Hanin
Roger Hanin, nome d'arte di Roger Paul Jacob Lévy (Algeri, 20 ottobre 1925 – Parigi, 11 febbraio 2015), è stato un attore, sceneggiatore e regista francese.

## Biografia
Di origine ebraica algerina, Hanin resta particolarmente noto al grande pubblico per la sua interpretazione del commissario Antoine Navarro nell'omonima serie televisiva. Ha anche partecipato ai film italiani Rocco e i suoi fratelli (1960), di Luchino Visconti, con Alain Delon e Renato Salvatori, e La marcia su Roma (1962), di Dino Risi, con Vittorio Gassman e Ugo Tognazzi, dove peraltro è doppiato da Gian Maria Volonté.

## Filmografia parziale

### Attore
- I giganti (Gas-oil), regia di Gilles Grangier (1955)
- Colui che deve morire (Celui qui doit mourir), regia di Jules Dassin (1957)
- Delitto blu (Escapade), regia di Ralph Habib (1957)
- La rivolta dell'Esperanza (Tamango), regia di John Berry (1958)
- La gatta (La Chatte), regia di Henri Decoin (1958)
- Fatti bella e taci (Sois belle et tais-toi), regia di Marc Allégret (1958)
- Il vizio e la notte (Le Désordre et la nuit), regia di Gilles Grangier (1958)
- Una strana domenica (Un drôle de dimanche), regia di Marc Allégret (1958)
- Rififi fra le donne, regia di Alex Joffé (1959)
- Fino all'ultimo respiro (À bout de souffle), regia di Jean-Luc Godard (1960)
- Rocco e i suoi fratelli, regia di Luchino Visconti (1960)
- L'affare di una notte (L'affaire d'une nuit), regia di Henri Verneuil (1960)
- I celebri amori di Enrico IV (Vive Henri IV... vive l'amour!), regia di Claude Autant-Lara (1961)
- La congiura dei potenti (Le Miracle des loups), regia di André Hunebelle (1961)
- Assassinio sulla Costa Azzurra (Les Bras de la nuit), regia di Jacques Guymont (1961)
- Codice segreto (Les Ennemis), regia di Édouard Molinaro (1962)
- La marcia su Roma, regia di Dino Risi (1962)
- La tigre ama la carne fresca (Le tigre aime la chair fraiche), regia di Claude Chabrol (1964)
- La tigre profumata alla dinamite (Le tigre se parfume à la dynamite), regia di Claude Chabrol (1965)
- Marie Chantal contro il dr. Kha (Marie-Chantal contre le docteur Kha), regia di Claude Chabrol (1965)
- Il giorno dei fazzoletti rossi (The Brides of Fu Manchu), regia di Don Sharp (1966)
- Da Berlino l'apocalisse, regia di Mario Maffei (1967)
- Radiografia di un colpo d'oro (Las Vegas 500 millones), regia di Antonio Isasi-Isasmendi (1968)
- Senza via d'uscita, regia di Piero Sciumè (1970)
- La feccia (The Revengers), regia di Daniel Mann (1972)
- Le Concierge, regia di Jean Girault (1973)
- Tony Arzenta - Big Guns, regia di Duccio Tessari (1973)
- L'amante tascabile (L'amant de poche), regia di Bernard Queysanne (1978)
- I miserabili (Les Misérables), regia di Robert Hossein (1982)
- Ultima estate a Tangeri (Dernier été à Tanger), regia di Alexandre Arcady (1987)
- Commissario Navarro (Navarro), 108 episodi (1989-2007) - Serie TV

### Sceneggiatore
- La tigre profumata alla dinamite (Le tigre se parfume à la dynamite), regia di Claude Chabrol (1965)

### Soggetto
- La tigre ama la carne fresca (Le tigre aime la chair fraiche), regia di Claude Chabrol (1964)
- La tigre profumata alla dinamite (Le tigre se parfume à la dynamite), regia di Claude Chabrol (1965)

### Regista
- Le Protecteur (1973)
- Le Faux-cul (1975)
- Le Roman du samedi, episodio di Le Coffre et le Revenant (1980)
- Train d'enfer (1985)
- La Rumba (1986)
- Soleil (1997)

## Doppiatori italiani
- Sergio Graziani in Assassinio sulla Costa Azzurra, La feccia
- Giuseppe Rinaldi in Il vizio e la notte
- Gianni Bonagura in Rocco e i suoi fratelli
- Gian Maria Volonté in La marcia su Roma
- Pino Locchi in Da Berlino l'apocalisse
- Dario Penne in Senza via d'uscita
- Roberto Villa in Tony Arzenta
- Massimo Foschi in Ultima estate a Tangeri
- Antonio Guidi in Commissario Navarro (1ª ed.)
- Bruno Alessandro in Commissario Navarro (2ª ed.)